# Кармен (новелла)
«Карме́н» (фр. Carmen) — новелла французского писателя Проспера Мериме, написанная им в 1845 году. Произведение состоит из четырёх глав. Легло в основу знаменитой оперы Жоржа Бизе.

## Сюжет

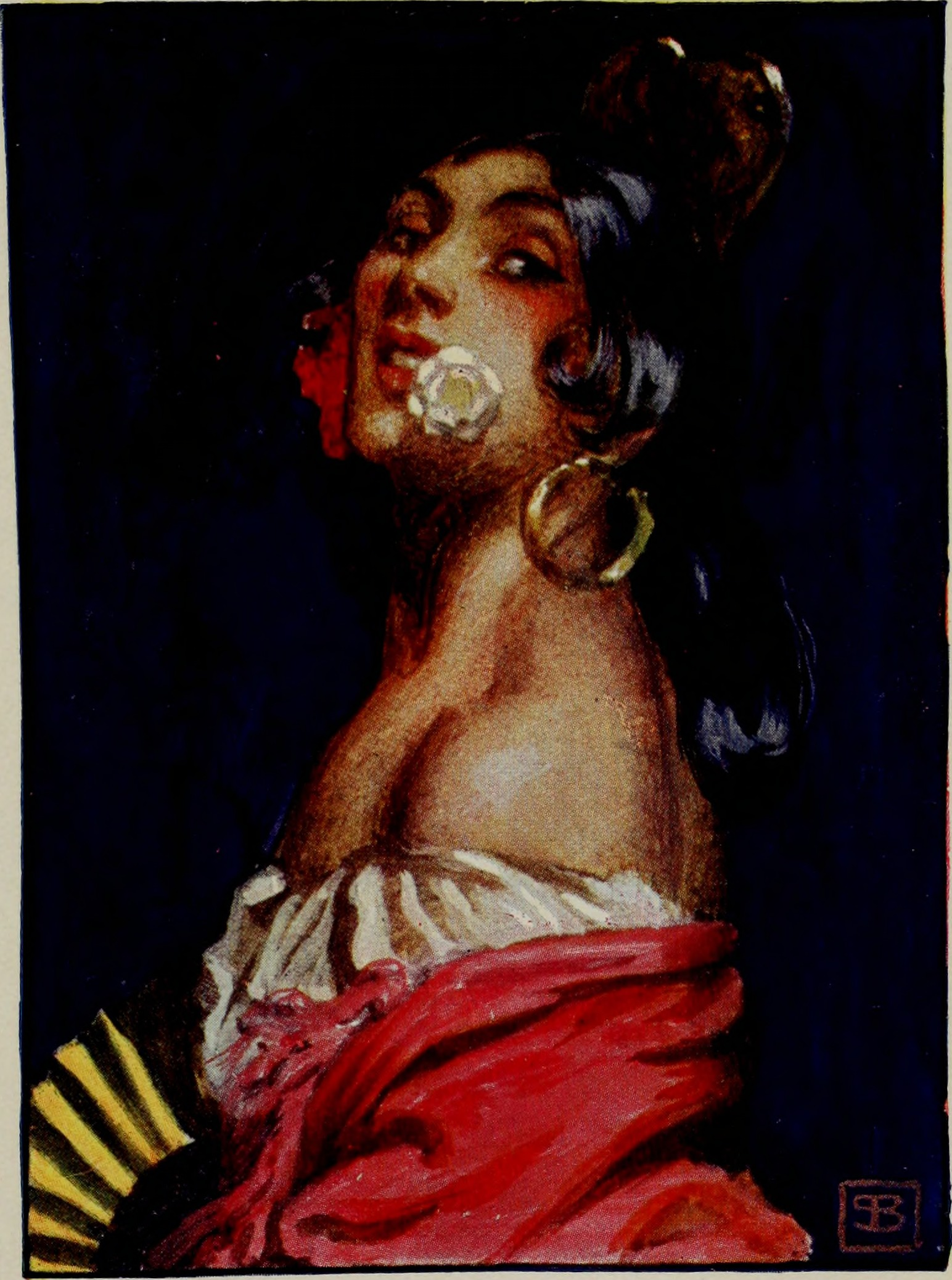
Джон Байем Листон Шоу «Кармен» (1910)

В новелле рассказывается о страстной любви баска Хосе к цыганке Карменсите. Подробно описаны разбойничья жизнь, обычаи и культура испанских цыган. Хосе требовал от Кармен полного подчинения, однако свободолюбивая цыганка отказалась покориться, заплатив за это ценой собственной жизни.

## Анализ произведения
Повествование ведётся от лица учёного человека, интересующегося историей, географией, этнографией, языкознанием и пр. В первом же абзаце читателю даётся представление о времени и месте действия: рассказчик сообщает, что совершал дальнюю поездку «в Андалусии ранней осенью 1830 года», стремясь прояснить некоторые спорные вопросы военной истории времён Цезаря.
Вступление и последняя глава новеллы представляют собой этнографические и археологические очерки, никоим образом не связанные с основной сюжетной линией. Возможно, таким образом автор хотел оттенить главную интригу, которая держит читателя в сильном эмоциональном напряжении. Драматическая история взаимоотношений дона Хосе Лисаррабенгоа и Кармен излагается от лица её главного героя. Последняя глава содержит также экскурс в область ромистики (цыганологии) — здесь рассказывается о жизни, культуре, языке цыган, что помогает читателю ближе познакомиться с ними.
Литературовед Георг Брандес предполагал, что к цыганской теме Мериме обратился после знакомства с пушкинской поэмой «Цыганы», которую позднее (в 1852 году) даже перевёл на французский язык.

## Экранизации
- 1907 — «Кармен» (Carmen), реж. Артур Гилберт, Великобритания.
- 1909 — «Кармен» (Carmen), реж. Джироламо Ло Савио, Италия.
- 1910 — «Сигаретница из Севильи» (The Cigarette Maker of Seville), США.
- 1915 — «Кармен» (Carmen), реж. Сесил Блаунт Демилль, США.
- 1915 — «Кармен»[2] (Carmen), реж. Чарли Чаплин, США.
- 1926 — «Кармен» (Carmen), реж. Жак Фейдер, Франция.
- 1933 — «Кармен» (Carmen), реж. Лотта Райнигер, Германия.
- 1933 — «Кармен из Трианы», реж. Флориан Рей[исп.], Германия — Испания.
- 1945 — «Кармен» (Carmen), реж. Кристиан-Жак, Франция — Италия.
- 1948 — «Кармен» (The Loves of Carmen), реж. Чарльз Видор, США.
- 1959 — «Кармен» (Carmen la de Ronda), реж. Тулио Демичели, Испания.
- 1978 — «Кармен-сюита», реж. Феликс Слидовкер, сценарий, хореография Альберто Алонсо, музыка Жорж Бизе, Родион Щедрин, дирижер Геннадий Рождественский, в ролях Майя Плисецкая, Александр Годунов, Виктор Барыкин, Сергей Радченко, СССР. Телебалет в постановке Большого театра.
- 1983 — «Имя: Кармен» (фр. Prenom Carmen), реж. Жан-Люк Годар, Франция. По мотивам новеллы «Кармен» с реминисценциями мюзикла «Кармен Джонс», в основе которого лежит опера Жоржа Бизе с тем же названием.
- 1983 — «Кармен» (Carmen), реж. Карлос Саура, Испания.
- 2003 — «Кармен» (Carmen), реж. Висенте Аранда, Испания.
- 2003 — «Кармен», реж. Александр Хван, Россия. Вариация на тему новеллы Мериме.
- 2005 — «Кармен из Каеличе» (U-Carmen e-Khayelitsha), реж. Марк Дорнфорд-Мэй, ЮАР. Сюжет перенесён в наше время, в один из самых бедных районов Кейптауна.

## Документальные фильмы
- 2013 — «Полная история Кармен» / Carmen, toute une histoire (реж. Патрик Кьюцци / Patrick Chiuzzi)